# Ігнатьєво (Амурська область)
Ігнатьєво (рос. Игнатьево) — село у Благовєщенському районі Амурської області Російської Федерації. Розташоване на території українського історичного та етнічного краю Зелений Клин.
Входить до складу муніципального утворення Чигиринська сільрада. Населення становить 1011 особа .

## Історія
З 8 квітня 1937 року належало до новоутвореного Благовєщенського району Амурської області.
Після того, як указом Президії Верховної Ради РРФСР від 1 лютого 1963 року Благовіщенський район був скасований, село увійшло до складу Іванівського району, допоки 30 грудня 1966 року Благовіщенський район був відновлений.
З 21 вересня 2005 року входить до складу муніципального утворення Чигиринська сільрада.

## Населення
| 2002  | 2010  | 2012 | 2013 | 2014 | 2015 | 2016 |
| ----- | ----- | ---- | ---- | ---- | ---- | ---- |
| 938   | ↘887  | ↗913 | ↗933 | ↗953 | ↗959 | ↗985 |
| 2017  | 2018  |      |      |      |      |      |
| ↗1001 | ↗1011 |      |      |      |      |      |